# 国鉄レム400形貨車
国鉄レム400形貨車（こくてつレム400がたかしゃ）は、1960年（昭和35年）から1963年（昭和38年）までに703両が製造された日本国有鉄道（国鉄）の冷蔵車である。
本形式から改造された有蓋車ワム400形についても記述する。

## 概要
国鉄は、繁閑の差が大きくて製造費の高い冷蔵車を有蓋車と兼用する試みをレム1形で行ったが、冷蔵車としての保冷性能が不足して中途半端な存在となり、結局失敗に終わった。これを改善するために、様々な改良を加えて同じく有蓋車・冷蔵車兼用貨車として登場したのが本形式である。
まず1960年（昭和35年）に、試作車が3両（レム400 - レム402）が、日本車輌製造で製作された。レム1形では荷重14tと通常の有蓋車より1t少なかったので、車体に大幅な改良を加えて軽量化し荷重15tを達成した。全長8,600mm、全幅2,739mm、全高3,695mmとなっている。冷蔵車の保冷性を大きく左右する扉については、試作の3両でそれぞれ違う方式が試行された。レム400は引き戸、レム401とレム402は開き戸で、開き戸は回転腕で扉を平行移動させて開くものであった。引き戸についても気密保持構造が改善されている。レム402についてのみ断熱材に発泡スチロールを使用したが、他の2両および量産車ではガラス綿となった。走行装置は二段リンク式の二軸車で、最高速度は75km/hである。
試作車による比較では、開き戸方式の方が保冷性に優れていたが、生産性と取り扱いの容易さから引き戸が採用されて、1961年（昭和36年）から1963年（昭和38年）まで、新三菱重工業および飯野重工業で量産された。量産車は試作車と区別するためにレム410から番号が振られ、合計700両が製作されてレム410 - レム1109となっている。
レム1形と比較すると保冷性は大きく向上したものの、やはり本来の冷蔵車に比べると劣り荷主に敬遠されて、レ12000形やレム5000形が忙しく使用されている時期でも、本形式は留置されている状況であった。引き戸の気密装置も故障しやすいと不評であった。また、同時期に試作された冷蔵コンテナがレム400より優れているという保冷性能試験結果も出ていた。
このため、早くも1967年（昭和42年）から廃車の方針となり、1969年（昭和44年）からはワム400形への改造が行われた。ワム400形は、レム400形の引き戸密封装置を取り外し通風孔を開いた状態に固定、断熱材はそのままで、塗装を黒に変更した。1969年（昭和44年）には試験的に10両（ワム400 - ワム409）が幡生工場で、1970年（昭和45年）には量産車が幡生工場で35両と若松工場で65両の計100両が改造されてワム410 - ワム509となった。改造されなかったレム400形は1974年（昭和49年）までに全廃された。ワム400形となった車両も1979年（昭和54年）には全廃となっている。